# Sida pseudocordifolia
Sida pseudocordifolia är en malvaväxtart som beskrevs av Bénédict Pierre Georges Hochreutiner. Sida pseudocordifolia ingår i släktet sammetsmalvor, och familjen malvaväxter. Inga underarter finns listade i Catalogue of Life.